# Jacqueline Lamba
Jacqueline Lamba, auch Jacqueline Lamba Breton (* 17. November 1910 in Saint-Mandé; † 20. Juli 1993 in Rochecorbon) war eine französische Malerin. Lamba wurde bekannt als zweite Frau und Muse von André Breton; zwischen 1934 und 1947 war sie aktive Teilnehmerin an der surrealistischen Bewegung, die von Breton geleitet wurde. In zweiter Ehe heiratete sie 1946 in den Vereinigten Staaten von Amerika den amerikanischen Bildhauer David Hare. Nach der Trennung im Jahr 1955 kehrte sie nach Frankreich zurück und widmete sich ausschließlich ihrer Malerei, die sich dem Stil des Abstrakten Expressionismus annäherte.

## Leben und Werk

### Kindheit und Ausbildung
Jacqueline Lamba wurde als zweite Tochter von José Lamba, einem Agraringenieur, und Jane Pinon in Saint-Mandé geboren. In Lambas frühem Leben und bis in die späte Adoleszenz hinein hatte sie Hosen getragen, ihr Haar geschnitten und sich selbst als „Jacko“ bezeichnet. Dieser Spitzname und die Veränderung ihres Aussehens schienen das Ergebnis der Enttäuschung ihrer Eltern gewesen zu sein, nachdem sie bei der Geburt ein Mädchen und keinen Jungen bekommen hatten. 1912 zog das Ehepaar aus beruflichen Gründen mit ihr und ihrer Schwester Huguette nach Kairo. Zwei Jahre später erlag der Vater in Heliopolis den Folgen eines Verkehrsunfalls, und die Mutter kehrte mit ihren Töchtern nach Frankreich zurück. Die Kunsterziehung der Lambas begann mit häufigen Besuchen im Louvre mit ihrer Schwester und ihrer Mutter, verstärkt durch ihre Freundschaft, ab etwa zwölf Jahren, mit Marianne Cluzot. Nach dem Schulbesuch in Neuilly und Versailles studierte sie Kunst an der École nationale des arts décoratifs und belegte Kurse in der Malschule von André Lhote in Paris. Mitstudentin und eine lebenslange Freundin war Theodora Markovitch, später bekannt als Pablo Picassos Geliebte Dora Maar. Als Idealistin war Lamba neuen Ideen ihrer Zeit verpflichtet und schloss sich linken Kreisen und kommunistischen Studenten an. Ihr Spitzname war „Quatorze Juillet“ (14. Juli). Am 14. Juli 1789 begann die Französische Revolution.

### André Breton
Im Jahr 1927 starb ihre Mutter an Tuberkulose. Lamba musste sich selbstständig machen und war als Französischlehrerin in Cardiff und in Griechenland tätig. Zurückgekehrt nach Paris, arbeitete sie als Dekorateurin in einem Kaufhaus sowie nachts als Unterwassertänzerin im Coliseum, einem Revuetheater im Pariser Vergnügungsviertel Pigalle. Durch ihre Freundin Dora Maar beeinflusst, begann sie mit der Fotografie zu experimentieren. Mehrere ihrer Bilder sprachen den Verleger José Corti an, der sie 1928 in der Zeitschrift Du Cinéma reproduzierte. Lambas Interesse am Licht zeichnet sich in diesen abstrakten Fotografien der Pariser Brücken und des Eiffelturms erstmals ab. Im Mai 1934 suchte sie im Café „Cyrano“ an der Place Blanche in Paris die Bekanntschaft mit André Breton, dessen Schriften sie bereits sehr geschätzt hatte, beispielsweise den Roman Nadja. Beide unternahmen einen langen Spaziergang durch das nächtliche Paris. In La nuit du Tournesol, Bretons Gedicht aus dem Jahr 1923, hatte Breton diese Begegnung vorweggenommen. Die Hochzeit fand bereits am 14. August des Jahres statt. Trauzeuge der Braut war der Bildhauer Alberto Giacometti, für Breton der Schriftsteller Paul Éluard, und der Fotograf war Man Ray. Lamba, die bereits experimentelle Fotografien in dem Magazin La Revue du Cinema veröffentlicht hatte, nahm fortan an Ausstellungen der Surrealistengruppe teil. Breton wird sie in seinen Werken L’Amour fou, L’Air de l’eau und Fata Morgana darstellen. So beschrieb er in dem 1937 veröffentlichten Werk L’Amour fou den Zeitpunkt ihres Kennenlernens:

„Die junge Frau, die gerade hereinkam, war von einem Hauch – feuergekleidet? – umgeben, alles entfärbte sich, vereiste vor diesem Teint wie ein Traum aus Rost und Grün. […] Ich muß wohl sagen, daß – an dieser Stelle, am 29. Mai 1934 – diese Frau skandalös schön war.“

Am 20. Dezember 1935 wurde die gemeinsame Tochter Aube geboren. Im nächsten Jahrzehnt stand Lamba im Zentrum des surrealistischen Kunstkreises. Im Jahr 1935 stellte sie Les Heures aus, ein Gemälde mit einer einsamen Muschel, die auf dem Meeresgrund liegt, eine wartende rosa Vulva mit einem gekrönten Frauenkopf und einem zarten hochhackigen Fuß. Das Bild wurde als Symbol für Lambas Rolle als Sexualobjekt und ihre Isolation interpretiert und ist von ihrem emotionalen Zustand während der Schwangerschaft geprägt. Lamba war zwar ein aktives Mitglied der Surrealisten, jedoch trotz ihrer Teilnahme an Ausstellungen der Gruppe, erhielt sie kaum Anerkennung. Im Jahr 1935 zeigte Lamba im Mai in der „Inter-nationalen Surrealisten-Ausstellung“ im Ateneo de Santa Cruz de Tenerife zwei Gemälde, aber weder ihr Name noch die Titel ihrer Werke waren aufgelistet.
Im Jahr 1938 nahm sie mit ihrem Mann an einer Vortragsreise in Mexiko teil und lernte dort Leo Trotzki, Diego Rivera und seine Frau Frida Kahlo kennen, mit der sie eine enge Freundschaft verband. Als Breton 1939 zum Kriegsdienst eingezogen wurde, lebte sie für kurze Zeit bei Dora Maar und Picasso in Antibes. Auf Picassos Gemälde vom August des Jahres Pêche de nuit à Antibes erscheint sie als Figur zusammen mit ihrer Freundin Dora.

### Emigration in die Vereinigten Staaten
1940 wurde Breton aus dem Wehrdienst entlassen. Im von den Deutschen besetzten Frankreich unter Petains Vichy-Regierung waren Künstler, die mit linken Bewegungen sympathisierten, der Verfolgung ausgesetzt. Varian Fry, der die Leitung der Hilfsorganisation Emergency Rescue Committee in Marseille leitete, unterstützte die Ausreise der Familie Breton. Bis zu ihrer Abreise in die Vereinigten Staaten lebten sie in der Villa Air Bel bei Marseille und trafen dort auf andere ausreisewillige Künstler wie Max Ernst, André Masson und Marcel Duchamp. Am 24. März 1941 verließ die Familie Breton zusammen mit vielen anderen prominenten Geflüchteten an Bord des umgebauten Frachters „Capitaine Paul-Lemerle“ Marseille in Richtung Martinique. Sie verbrachten dort drei Wochen in einem Internierungslager, um schließlich im Juli 1941 in New York einzutreffen. Dort traf sich bald eine Gruppe emigrierter surrealistischer und interessierter amerikanischer Künstler in Bretons oder in Peggy Guggenheims Wohnung. Die Rollenverteilung des Ehepaars war plötzlich neu verteilt. Sie, die fließend Englisch sprach, eine Sprache, die er nicht lernen wollte, kommunizierte für beide. Im Jahr 1942 wurde die surrealistische Zeitschrift VVV gegründet. Herausgeber von VVV war Breton in Zusammenarbeit mit Marcel Duchamp, Max Ernst und David Hare. Sie war darin mit vier Werken beteiligt. Wenige surrealistische Werke aus dieser Zeit – Objekte, Collagen und Gemälde – sind erhalten. Es sind meist geometrische Formen, die beispielsweise an das Werk von Óscar Domínguez und vor allem an Roberto Matta erinnern. Im Januar 1943 nahm sie mit dem Gemälde In Spite of Everything (1942) an Guggenheims Ausstellung Exhibition by 31 Women in der Galerie Art of This Century teil.

### Trennung von Breton und zweite Heirat mit Hare
Lamba trennte sich im Herbst 1942 nach einer Affäre mit David Hare von Breton und zog im Herbst 1944 mit Hare nach Roxbury in Connecticut, wo auch Alexander Calder und Yves Tanguy lebten. Im April des Jahres hatte sie ihre erste Einzelausstellung in der New Yorker Norlyst Gallery; aus diesem Anlass schrieb sie den Katalogtext Manifeste de peinture. Die Hochzeit mit Hare fand im Januar 1946 statt. Nach einem zehnmonatigen Aufenthalt in Mexiko bei Frida Kahlo reiste sie in den Westen der Vereinigten Staaten und erkundete die Lebensweise der Indianer. Im folgenden Jahr traf sie Dora Maar und Picasso in Frankreich wieder; sie nahm zum letzten Mal an einer surrealistischen Ausstellung in der Pariser Galerie Maeght teil und organisierte ihre erste Ausstellung in Paris in der Galerie von Pierre Loeb. Im Juni 1948 wurde ihr Sohn Merlin in New York geboren. In diesem Jahr trennte sie sich vom surrealistischen Stil und zerstörte einige ihrer Werke.

### Trennung von Hare und ein Stilwandel
Im Jahr 1955 trennte Lamba sich von David Hare und kehrte nach Paris zurück, wo sie sich ausschließlich der Malerei widmete. Sie experimentierte lange mit verschiedenen Techniken und Stilen. In Simiane-la-Rotonde in der Provence, wo sie ihre Sommer verbrachte, fand sie zu ihrer eigenen Malerei, die hauptsächlich Landschaften zum Motiv hatte: Ihre Gemälde und Zeichnungen, dem amerikanischen Abstrakten Expressionismus ähnlich, bringen auch das von den Surrealisten befreite Unbewusste zum Ausdruck. 1967 vermittelte ihr Picasso eine Ausstellung im Musée Picasso in Antibes.
Jacqueline Lamba lebte seit 1988 sehr zurückgezogen in einem Heim in Rochecorbon, wo sie bis zu ihrem Tod an Pastellgemälden arbeitete. Sie verstarb nach einer demenziellen Erkrankung am 20. Juli 1993. Ihre Grabstelle ist in Saché im Département Indre-et-Loire zu finden.

## Rezeption

### Wahrnehmung als Künstlerin
Lambas Künstlerkarriere hat unter Bretons Wahrnehmung gelitten, der sie nicht einmal in die zweite Auflage seines Werks Le Surréalisme et la peinture (1945) aufnahm. In Mark Polizzottis Biografie über Breton wird Lamba mit den Worten zitiert:

„Il me présentait à ses amis comme une naïade parce qu'il jugeait cela plus poétique que de me présenter comme un peintre en quête de travail. Il voyait en moi ce qu'il voulait voir mais en fait il ne me voyait pas réellement.“

„Er stellte mich seinen Freunden als Najade dar, weil er das viel poetischer fand, als eine Künstlerin und ihre Arbeit vorzustellen. Er sah in mir das, was er sehen wollte, doch er sah mich nicht wirklich.“

### Postume Ausstellungen
Die Galerie 1900–2000 in Paris veranstaltete im Jahr 1998 Lambas erste postume Ausstellung, die 37 Werke aus der Zeit von 1946 bis 1984 enthielt. 2001 folgte eine Wanderausstellung in den Orten Santiago de Compostela, New York, Oakland und im Salvador-Dalí-Museum in Saint Petersburg. 2007 gab es eine Retrospektive im Château de Tours und im Juni 2008 Ausstellungen in der Galerie La maison de Brian sowie im Château de Simiane-la-Rotonde. Eine weitere Ausstellung Lambas fand im Rahmen der Kunstmesse FIAC 2009 in der Galerie 1900–2000 statt. Im Rahmen der Ausstellung „elles@centrepompidou“ aus demselben Jahr, die sich nur mit der Kunst von Frauen befasste, war sie ebenfalls vertreten. Auf dem Kunstmarkt sind die Werke Jacqueline Lambas jedoch wenig in Umlauf.

### Film
Jacqueline Lambas Tochter, Aube Breton-Elléouët, hat einen Film auf DVD produziert. Im Jahr 2004 filmte Fabrice Maze das Pariser Atelier Lambas am Boulevard Bonne Nouvelle unter dem Titel Jacqueline Lamba, peintre und dokumentierte ihr Leben anhand von Fotos und Interviews.